# Teilzeit-Wohnrechtegesetz
Das Teilzeit-Wohnrechtegesetz (TzWrG) diente in Deutschland bis zur Ablösung durch das Schuldrechtsmodernisierungsgesetz dem Verbraucherschutz zur Begrenzung von sog. „Timesharingangeboten“. Trotz der gesetzlichen Vorgaben werden auch noch heute viele Betrügereien durch Timesharingverträge getrieben.
Das Teilzeit-Wohnrechtegesetz diente der Umsetzung der EG-Richtlinie 94/47 vom 26. Oktober 1994. Es trat am 1. Januar 1997 in Kraft. Mit dem Schuldrechtsmodernisierungsgesetz trat es zugleich mit dem Haustürwiderrufsgesetz, dem Verbraucherkreditgesetz, dem AGB-Gesetz und dem Fernabsatzgesetz als verbraucherschutzrechtliche Vorschriften außer Kraft und ging im Bürgerlichen Gesetzbuch auf.

## Regelungsgehalt
Das Gesetz sah in seinem Anwendungsbereich als Vertragspartner Unternehmer und Verbraucher an. Die Verträge sollten sich auf nur zeitweise genutzte Wohnungen oder Teilen von Wohnungen erstrecken. Notwendig war die Schriftform (§ 3). Beworbene Prospekte mussten zahlreiche Angaben enthalten (§§ 2, 4). Der Vertrag konnte nach § 361a BGB (alter Fassung) widerrufen werden. Zugleich waren zusätzliche Finanzierungsverträge stark eingeschränkt. Nachteilige Vertragsgestaltungen zu Lasten des Verbrauchers durften nach § 9 nicht vorgenommen werden.

## Heutige Regelung
Mit dem 1. Januar 2002 wurde das Teilzeit-Wohnrechtegesetz außer Kraft gesetzt. An seine Stelle traten die §§ 481 bis 485 BGB. Da das Timesharing häufig mit Ferienhäusern oder -wohnungen im Ausland verbunden ist, wird auch im Internationalen Privatrecht (IPR) damit gearbeitet. Die einschlägigen Vorschriften fanden sich bis 2010 auch in den Artikeln 29, 29a und 34 EGBGB.